# Manuel Antonio Luna
Manuel Antonio Luna Verdugo (Empedrado, Provincia de Talca, 1895 - Santiago, 24 de mayo de 1939) fue un político chileno.

## Biografía
Luna Verdugo fue hijo de Cornelio Luna y Fidelia Verdugo, quien era de la familia de José Miguel Carrera Verdugo.
Partió como columnista de un periódico de La Serena, ascendió a editor en jefe y finalmente director del diario "La Razón", de Santiago.[cita requerida]
Ingresó al Partido Democrático, siendo elegido Diputado por la agrupación departamental de Valdivia, La Unión y Osorno, para el período 1937-1941. Integró la Comisión permanente de Agricultura y Colonización, además de la de Salud e Higiene.
Falleció el 24 de mayo de 1939, antes de terminar su período parlamentario, por lo que se llevó a cabo una elección complementaria el 9 de julio de 1939 para llenar su vacante, siendo elegido el democrático Samuel Valck Vega, quien se incorporó el 16 de agosto de 1939.